# スチュワーデス物語
『スチュワーデス物語』（スチュワーデスものがたり）は、日本航空（JAL）のスチュワーデス訓練生を描いた、深田祐介の小説、およびそれを原作としてTBS系列で放送された大映テレビ・TBS制作のテレビドラマである。テレビドラマは、1983年10月18日から1984年3月27日まで毎週火曜20:00 - 20:54に放送された。

## 概要

### 内容

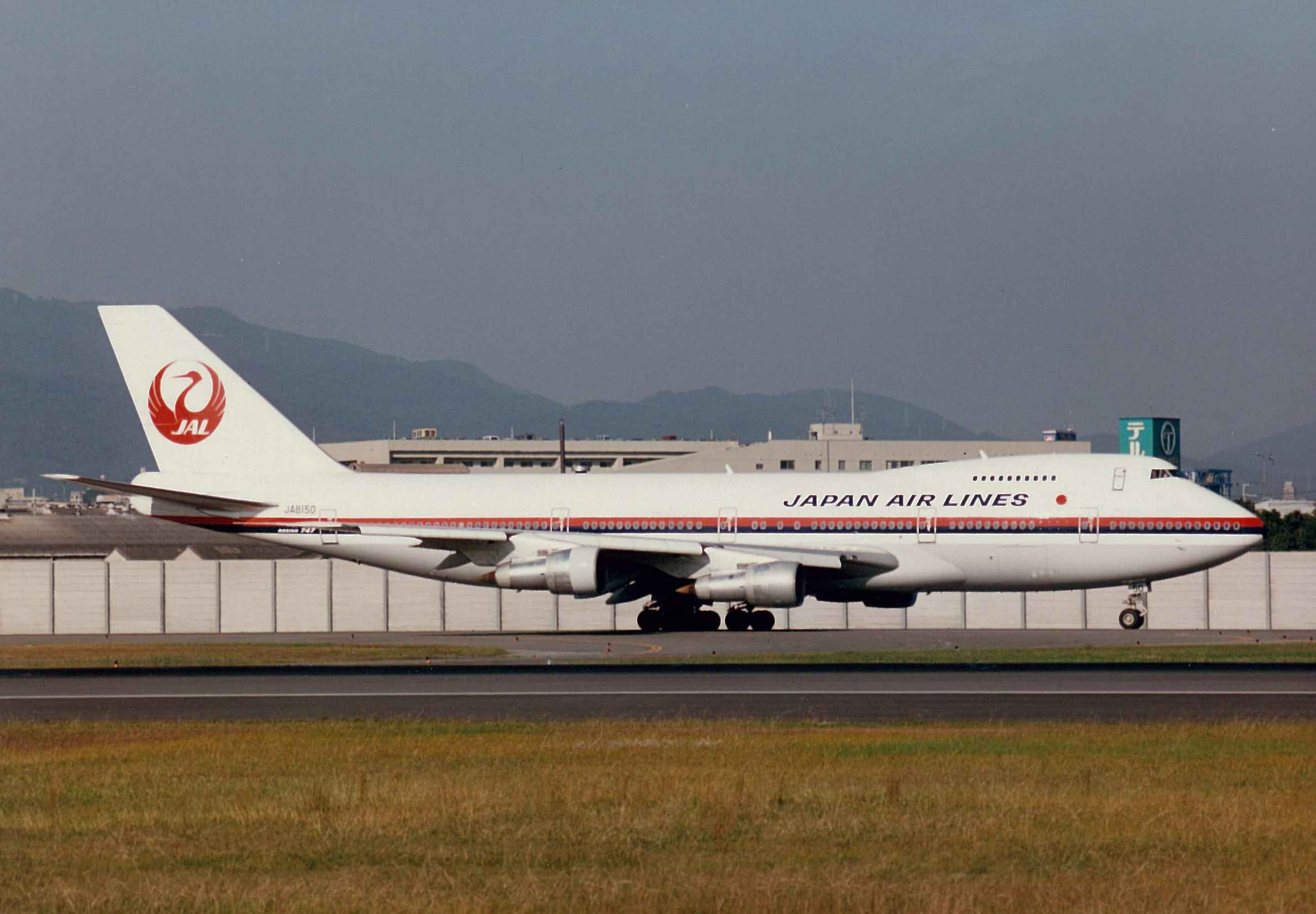
日本航空のボーイング747型機

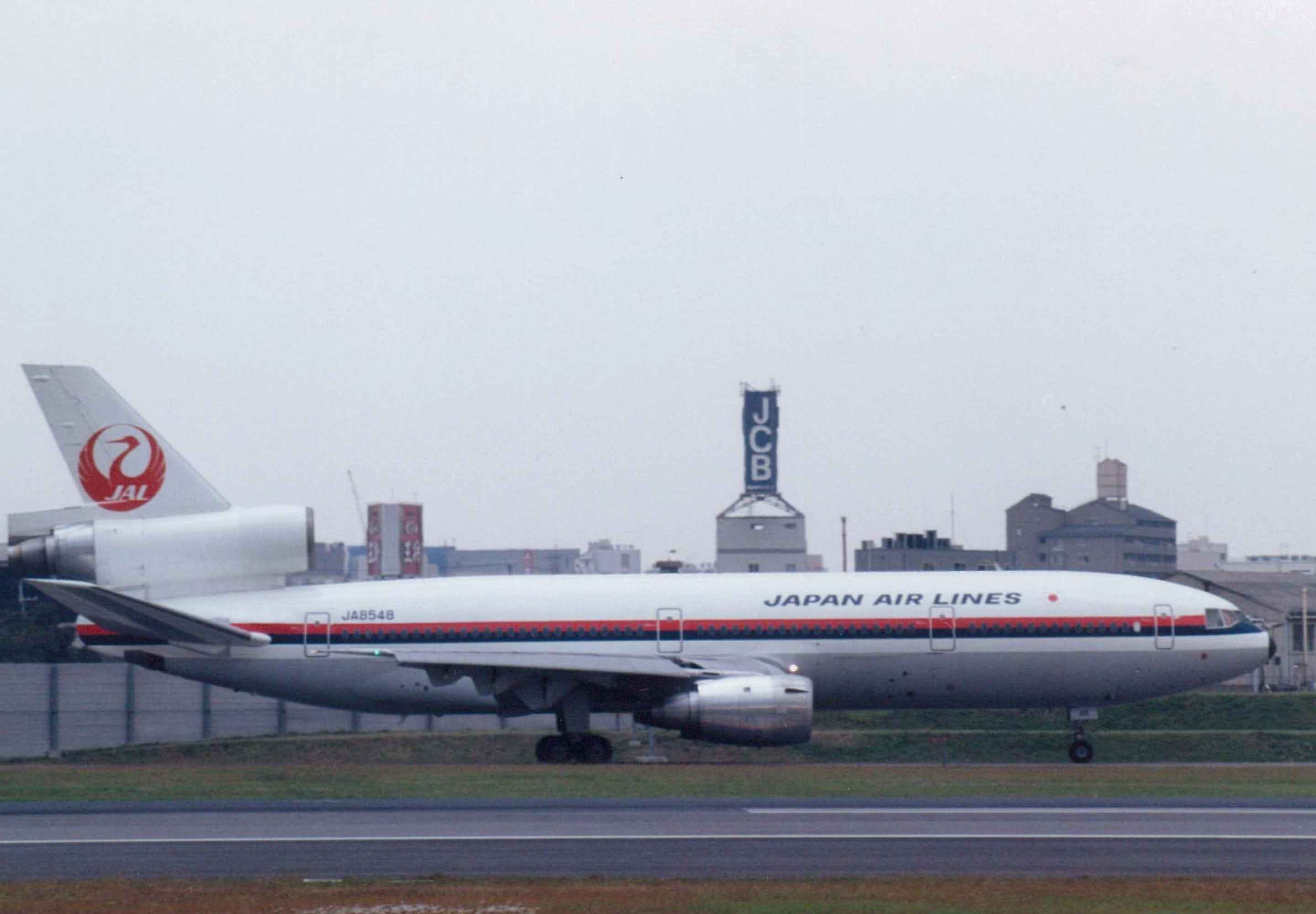
日本航空のDC-10-40型機

日本航空のパイロットであった今は亡き父親の思い出を胸に、スチュワーデスの夢を叶えるべく高校卒の松本千秋が日本航空のスチュワーデス訓練生として6か月に渡る厳しい訓練を受ける中で、教官の村沢浩（風間杜夫）との恋愛、継父の誠治（長門裕之）や教官の元婚約者である新藤真理子（片平なぎさ）らによる恫喝や暴言などの嫌がらせ、同じ訓練生寮「くれない寮」に住む仲間との友情や小さな軋轢などを通じて、合格者という一人前のスチュワーデスになるまでの経緯を日本航空の全面的な協力の下で計22回（+スペシャル1回：第11・12話間で一部を除きこれまでのダイジェスト）で描いた作品。

### 原作
原作は、元日本航空社員（放映当時は嘱託社員）の直木賞作家、深田祐介が日本航空の新人スチュワーデスの奮闘を描いた小説『スチュワーデス物語』（1983年新潮社刊、1984年新潮文庫刊、1991年文春文庫刊）である。
しかし、大げさな台詞と衝撃的なストーリー展開を特徴とする大映テレビ製作のテレビドラマ作品のため、原作とはかけ離れたストーリー展開となっている。また、千秋役を演じた堀ちえみによると、「私の演技があまりにも下手だったことが原因で、元々の台本からどんどん内容が変わっていきました」とも証言している。

### 協力
日本航空の全面的な協力により、ボーイング747やマクドネル・ダグラス DC-10などの旅客機が登場し、本物の訓練所や客室モックアップでの撮影が許可されたため随所に使われ、本職の現役教官も出演するなどかなりリアルに再現された。また、フランスやイタリアでのロケも各国政府観光局の協力を得て行われた。

## あらすじ
松本千秋は日本航空のスチュワーデス採用試験を受けるが、会場で迷って倒れてしまう。衣服を緩めるなど介抱してくれた男性を痴漢と間違え顔をひっかくが、彼は試験官で指導教官の村沢浩だった。千秋は義父の誠治に「お前などなれるわけがない」などと嘲られるが、厳しい試験に合格しくれない寮に入る。合格者は478期、479期、480期の3組に分けられ、千秋は村沢が担当する478期となる。不本意にパーサーを降ろされた村沢は腐っていたが改心し、熱心な授業を行う。ハンサムな村沢は訓練生たちの憧れの的になる。「必ず一人前のスチュワーデスにする」という村沢の熱血ぶりに、千秋は授業中「村沢教官、好きです！」と告白する。だが村沢は謎の女・新藤真理子に付きまとわれていた。
真理子は村沢の婚約者だった。それを知った千秋は落胆し寮を飛び出し実家に戻るが、実家まで訪問し継父誠治に妨害されながらも授業をしてくれる村沢に心を打たれ再びくれない寮に戻る。
村沢が慣熟飛行のためパリに行くことになる。千秋を応援する同期生たちはカンパを集め、千秋を同機に乗客として搭乗させる。千秋はパリで村沢と真理子の因縁の関係を知る。才能あるピアニストだった真理子は、村沢とスキーで衝突して両手を失う大事故にあい、ピアニストを断念して義手をつけていた。千秋はショックを受けるが、村沢に「訓練が終わる3か月後まで好きでいいですか」と尋ねる。帰国後、村沢から額にキスを受けた千秋は熱い思いをぶつけながら訓練に励む。だが真理子は二人の仲を裂くため、誠治を巻き込み千秋を辞めさせようとする。だがそのたび千秋と村沢の愛は一層強くなって行く。
村沢は真理子と別れるため再びパリへ発つ。真理子は婚約解消の条件として、せめて幸せに幕を閉じたいのであと1か月その通りにつきあうことを要求する。やむなく村沢は応じるが、そののち真理子は妊娠したことにより一変し、やはり結婚してほしいと再び迫る。
訓練は模擬乗務に入るが千秋は全くついていけず、その上真理子が村沢との関係を一方的に見せつけてくるが、村沢の言葉を信じ必死についていく。スタイルのいい真理子は妊娠で自分が醜くなったとノイローゼになり、入水や階段からの転倒により流産してしまう。村沢は自死をも口にする真理子を哀れみ追い込まれていく。
訓練所から機上訓練に移る総合最終試験が行われる。478期生は千秋除き全員合格し、訓練所を後にする。落第した千秋は訓練所に残り、村沢の指導を受け再試験に臨む。それでも3科目でわずかに点数が足りず多くの試験官たちは不合格と判断するが、合格点に僅か足らず不合格でよいのか？身を投げ出し他人を救うなどした人間性も評価すべきでは？などと村沢が疑義を唱え、柿野訓練課長も必死で庇い全員合格を懇願する。特例で出来栄えを見ようと千秋は村沢付き添いのもと機上訓練に移ることになり、先の機上訓練から落第点となった木下と池田も合流してローマ行きの飛行機に乗る。
千秋たち3人の機上訓練は大きな失敗もなく無事ローマに到着する一方、真理子はサンフランチェスコ大聖堂で村沢との結婚式を待っていた。教会に駆けつけた村沢は改めて「愛のない結婚が本当に幸せなのか？」「憎しみからは何も生まれない」と語りかける。村沢や千秋に嫌がらせをすることが生きがいのようになっていた歪んだ真理子はそれが全て無くなることに虚無感を抱き、6年間村沢を恨み続けたことにも疲れ、愛無き刺激もない日々を思うと1人で好きに生きていく方がよいと村沢を解放した。
千秋たちの飛行機が成田に帰国する。迎えに駆け付けた柿野訓練課長に、チーフパーサーは千秋たちは合格だろうと告げ、柿野は安堵する。後日、478・479・480期生80名全員の卒業と閉講式が行われた。当初教官を嫌がり早くパーサーに戻りたいと思っていた村沢はやりがいを感じ教官として生徒を育てる決意を語り、千秋は「頑張ってカッコいいスチュワーデスになります」と誓うのであった。

## 反響
当時ホリプロ所属の人気アイドルであった堀ちえみが主役を演じ、風間杜夫や片平なぎさ、高樹澪などの人気の若手俳優、女優が周りを固めた。さらに南田洋子や鈴木瑞穂、内藤武敏や井川比佐志などの大御所が脇役を固めるなど、当時としても非常に豪華なメンバーだった。さらに現役の日本航空の訓練教官が実名で出演した。
全23回の放送を通じた平均視聴率が約20%、最高視聴率は26.8%を記録するなど高い視聴率を確保した。そのほか、ドラマ内の「ドジでのろまな亀」、「教官！」などのセリフが当時の流行語になった。上記のセリフに加え、片平演じる新藤真理子役が手袋を歯で外すシーン(詳しくは後述のエピソードの欄)が、小学生を含めた視聴者の間でよくモノマネされた。社団法人全日本テレビ番組製作者連盟（ATP）による、第1回ATP賞テレビグランプリ（1984年（昭和59年）5月31日）にて、「人気番組賞」を受賞した。
堀は、本作がヒットした理由について以下のように語っている。「教官と松本千秋の関係はどこか親子にも似ていて、このドラマはある意味子供の成長物語とも言える千秋と同年代の視聴者は一人の女の子がスチュワーデスになるサクセスストーリーとして楽しめるし、親世代には子供が育っていく姿にも重なる。だから老若男女どの年齢にも響いたのだと思います」と述べた。

## くれない寮
本作劇中で日本航空のスチュワーデス訓練生が地上訓練期間中に住む寮となる施設。青い門扉、青い手すりのある螺旋階段を上った2階から屋内に入る構造になっている。訓練生の部屋割りは個室ではなく三人ごとの相部屋で、ロビーなどに公衆電話が置かれている。所在地は東京都大田区西嶺町29-5。東急池上線御嶽山駅から徒歩で9分の場所にある。
撮影に使用された建物は、本作製作時に実在した日本航空西嶺寮である。また1970年にTBS系列で放送されたドラマ『アテンションプリーズ』においては実際の施設名で登場した。その後、1997年に施設は閉鎖、敷地は売却され、跡地には「パークハイム西嶺町」と言う名のマンションが建てられた。

## 登場人物

### メインキャラクター
松本 千秋（主人公/478期）
演 - 堀ちえみ
スチュワーデス訓練生。478期の中で最年少の19歳で、彼女達の妹分的存在となっている。スチュワーデスをめざし、高校卒業から1年間スチュワーデス養成関連の専門学校に通った後、実父の勤務先でもあった日本航空に採用される。生真面目で心優しいが、「ドジでノロマな亀」と自称するほど失敗を重ねる落ちこぼれ。一方で他の478期生のことは「利口で速い兎」と喩えている。また、あがり症で緊張すると空回りしてミスをしたり授業前に一生懸命覚えたことを訓練時にド忘れすることがよくある。しかし一度やると決めたらひたむきで、度胸もあり時には思わぬ力を発揮することがある。
浩に思いを寄せており、浩が慣熟飛行（訓練教官の場合クルー業務を忘れないための一時的な現場復帰）でパリにフライトした際に、訓練の休みに乗じ、さやかの音頭で集まったカンパで同じ便に乗って渡仏し思いを伝えたこともあった。尚、後に千秋が結婚式に招待される南洋子とはその便で知り合った。
他の同期生にない特技があり、旅客機の機種を正確に言い当てることができる。浩が千秋の暗記の勉強やリラックス状態にする手助けとして歌や音楽を利用することがある。リラックスと言えば未成年ながら飲酒した際には、臆病の引っ込み思案で言葉が出ない普段と違い、饒舌になり習ったことがすらすらと口に出るという意外な発見もあった。授業ではよくミスをしているが特に英語が一番苦手で、また泳げない“カナヅチ”なためプールや海などの水が苦手。
村沢 浩（478期担当教官）
演 - 風間杜夫
1月23日生まれの27歳。元々はパーサーで、訓練生たちの憧れの的。特に千秋からは立場を越えた恋心を抱かれる。教官となった当初は訓練指導を行う姿勢に欠けたり、担任する478期生達に適切に接することができなかった。しかし、最初のルートインフォメーション試験で全員合格を修めたことをきっかけに態度を改め、以後は担当期生を全員一人前にすると誓い試行錯誤しながらも愛情を注ぐようになる。
東大卒業後、フランス・ソルボンヌ大学に留学中、エクス＝アン＝プロヴァンス音楽祭で知り合い交際を始めた真理子の両手をスキー場での事故で奪ってしまった過去がある。真理子とは婚約をしているが、関係は破綻。すでに真理子を愛していない。本当は千秋のことを愛しているが、真理子に対する責任感から千秋を素直に愛することをためらっている。兄弟は自身を頭に妹・弟の三人兄弟。
新藤 真理子（浩の元婚約者）
演 - 片平なぎさ
新藤商事の社長・久之の一人娘。25歳。3歳からピアノを始め、ピアニストを目指してパリのコンセルヴァトワールに留学。彼女のピアノの評判を聞いてエクサン・プロヴァンス音楽祭を留学先のパリから聴きに来た浩と出会い、二人は付き合い始める。19歳の時ウィーンの音楽コンクールで優勝。
しかし、スキーに行った際に浩と衝突し、両手の指を粉砕骨折したために義手となり、夢を諦めざるを得なくなった。
以来心が荒み、浩への憎悪から浩に生涯の責任を強迫したり、千秋への嫉妬に狂って嫌がらせをしたりする。義手はしばしば浩の前で手袋を歯で引き外して心理的プレッシャーを与える。ちなみに真理子の義手は動かないなりに“ワイングラスを持つ”“電話をかける”などの動作は行えている。
その後、イタリア・アッシジで結婚式を挙げる直前になって浩に「憎しみからは何も生まれない」と諭され、「あなたを憎み続けることに疲れた」「（千秋から）あなたを取り上げる楽しみも無くなっちゃった」と浩への憎悪や千秋への嫉妬に生き甲斐を感じていた自分の愚かさに気づき、浩との婚約を解消する。愛車は、赤いBMW。思い出の曲は、ショパン作曲「木枯らし」。フランスのマルセイユの街が好き。

### 教官たち
柿野 竜太（客室訓練部課長）
演 - 石立鉄男（第16話は未出演）
浩が国際線のジャンボの乗務員だった時のチーフパーサーにして兄貴分。江戸っ子気質。訓練生たちの父親がわりを自称し、478期生が巻き起こす出来事に一喜一憂している。彼がフライト先であるパリのホテルの浩に478期担当教官への任命を電話連絡した場面から本作の物語が始まる。序盤で千秋が浩に異性として好意を寄せていることを知るが、訓練生と教官が過剰に親しくなることは他の訓練生に示しがつかないためよく2人に注意している。夢は、世界中の空を「鶴のマークのお姉ちゃん（日本航空のスチュワーデス）」でいっぱいにする事。部下である浩からは「兄貴」と呼ばれ、その時々の会話によって敬語を使われたり親しみを込めてタメ口をきかれることもある。第4話では浩に頼まれ、合宿所を飛び出し自宅に戻っていた千秋を特訓するのに邪魔な継父誠治を地酒のうまい居酒屋があると誘い出し、べろべろになってまで意気投合するなど、弟分浩のサポートを行った。最終回では千秋たちが機上訓練で乗務したローマからの到着便を、羽田空港の訓練センター担当にもかかわらず成田空港までわざわざ迎えに行った。これまで大映テレビ製作ドラマに主役クラスで数多く出演した功績から、第6話のみ最後に表記される監督の一つ前にクレジットされた。通常回はトメの扱い。
火山 さと子（479期担当教官）
演 - 秋野暢子
長年スチュワーデスを務め、教官に転じた女性。考え方が堅苦しくヒステリックな態度を見せ、また自身の自慢をすることもたびたびである。浩に密かに想いを寄せるが、真理子という恋人の存在や普段訓練生に厳しくしていることもあり、恋愛に浮ついた態度を出さないようにしている。別のクラスの受け持ちだが、478期のメイクレッスンや機内サービスなどの訓練で時々教官を任されることがある。478期のことを「ズッコケ組」と評し、特にミスが多い千秋にいつも嘆いている。
岩倉 ハナ（ビューティーレッスン担当教官）
演 - 奈美悦子（第3・4話、第18話）
本来は美容室を経営する女性で、訓練所の担当教官が病気で休職することになりその代理を任される。スチュワーデスに相応しいメイクの仕方や着物の着付けなどを教え、礼儀作法やおしとやかな動きなども同時に指導する。訓練生に対しては親しみやすく恋愛にも寛容的な考えを持っているが、さと子とは反りが合わない場面も散見された。
益岡 康夫（客室訓練部英語教官）
演 - 益岡康夫（第11話など）
日本航空の現役英語専門教官による直演。日本語の発音が特徴的で、日本人の男性教官では唯一、訓練生に対して呼び捨てせずに接する。478期生に機内の接客時に使われることが多い英語などを教え、千秋の追試試験の試験官も務める。
ジョン・マキャバレー（客室訓練部英語教官）
演 - ジョン・マキャバレー（第14話など）
日本航空の現役英語専門教官による直演。外国人客の設定で、訓練生相手に「飛行機の入る所から座席への誘導」までの流れを英語でやり取りし、接客で使う英語を教える。
岩崎教官（救難訓練専門教官）
演 - 中島久之（第5話など）
航空機からの緊急時の脱出、海上避難、消火活動、乗客の火傷や怪我の応急処置などを指導する。訓練生にパニック状態で騒ぐ客より大きな声で指示を出して落ち着かせ、緊急脱出スライドを用いて迅速に全員脱出させることの大切さを伝える。
大西教官（救急看護法専門教官）
演 - 木内みどり（第16話）
搭乗中の客が急病になった時を想定して、自身は看護師の資格を持った客の設定で訓練生に急病者に合った処置の仕方を教える。また、教室で肺活量測定器のような機械と直結された成人女性サイズの人形「花子さん」を使って人工呼吸の指導も行う。
総合最終試験試験官（乗務）
演 - 高畑淳子（第20話）
試験では自身はイタリアに向かう関西人の旅行客の設定で、兼子の接客態度を担当。益岡教官の英語をヒヤリングミスして阿波おどりを踊り出した千秋に思わず吹き出す。
総合最終再試験試験官（乗務）
演 - 佐原健二（第21話）千秋の総合試験不合格による再試験結果についての「そうです、訓練センターの試験規則は破れません」の一言のワンシーンのみ登場。
土井専任チーフパーサー
演 - 勝部演之（第21・22話）
自身が搭乗の成田発北回り（アンカレッジ・コペンハーゲン経由）ローマ行きにて千秋達の機上訓練を許可。浩が途中で訓練状況を確認したところ「もうひと頑張りしないと合格させられない」と素っ気なく答えるが、帰国後の成田では柿野訓練課長に「3人とも新人としては（まだ訓練生だが）よくやりましたよ。」と告げた。

### 千秋の主な同期生(478期生)
石田 信子
演 - 高樹澪
21歳（第7話時点）で478期生の長姉的存在のリーダー格だが出しゃばらない。同期一の優等生でしっかり者で面倒見が良く落ち着いた性格。特に千秋にはポジティヴな声掛けや助言をしたり、失敗した時はかばったりする。小樽出身だが方言は出ず標準語を話す。当初は婚約者の好みもあり髪を伸ばしていて、第3話で規則に従う長さに頑としてしたがらず辞めると言い出す一幕もあったが、浩や千秋も辞めるという展開に急に押し切られショートヘアになる。他の同期が千秋のことを呼び捨てするのに対し、唯一“千秋さん”と丁寧に呼んでいる。一人娘。大学英文科卒。
木下 さやか
演 - 山咲千里
千秋のルームメイト。おっちょこちょいのお調子者。江戸っ子気質で時々喋り方が荒くなる。また、正義感が強く自然と同期を引っ張る言動やリーダーシップがあり場を仕切ることが多い。ちなみに慣熟飛行のため浩がパリにフライトした際には、訓練の休みに乗じ千秋を同便で渡仏させる旅費を工面するため実家の蕎麦屋の店員・庄介から借金したり寮生たちからカンパを集めたりするなど、姉御肌で妹分の千秋に目をかけている。一方、千秋をからかう大阪出身の兼子とは、出身地が東西相反することもあり対立し合う。同期の仲間意識は互いにあるものの普段仲が悪く、訓練中のやりとりでも口喧嘩になることが多い。しかし最後の機上訓練では兼子との見事なコンビネーションを見せ、浩にほめられる。
中島 友子
演 - 白石まるみ
両親とも日本航空社員で父は柿野の同期、母は元スチュワーデス。語尾を伸ばす甘ったるいぶりっ子口調だが、はきはきとして臆さずに思ったことは率直に言うタイプ。千秋・さやかと仲がよい。寮では信子・克美と同室。訓練面では、救急看護法の授業で人工呼吸実習最初の合格者となった。実は高所恐怖症。
池田 兼子
演 - 春やすこ
大阪出身で常に大阪弁で話し、訓練中も気が緩むと出てしまい毎度指摘される。とはいえ訓練の成績は良い方だがルート・インフォメーションだけは苦手で、カンニングを試みた。コンタクトレンズ着用。千秋たちのミスや隠し事を見聞きしては、克美と2人で嫌味を言ったり教官たちに告げ口するなど、面白がっていつも引っ掻き回している。寮では千秋・さやかと同室だが、本人曰く「千秋をいびるのが楽しみ」とのこと。さやかとも互いにライバル視しあっていたが、最後の機上訓練では、江戸っ子も大阪娘もないと失敗したら訓練所に追い返される同じ立場だと、ついにさやかと意気投合し浩にほめられる。
落合 克美
演 - 松岡ふたみ
博多出身で常に博多弁で話す。兼子の腰巾着的存在で、共に西日本出身者同士での派閥的なものを率い、さやか達東日本勢に対抗する。訓練生同士のシミュレーションで客役だと千秋につっかかることがしばしばある。兼子がカット賛成派のためか、信子同様当初はロングだったが何なら坊主でもいいとすんなり賛成派に。それがまた信子を支持するさやか達カット反対派との間で、同期生を二分する騒動に発展してしまう。頭に白や赤などの髪留めを付けていることが多い。
寺本 はるえ
演 - 百瀬まなみ
鈴野 はなえ
演 - 片山理子（吉本新喜劇座員：春やすこのバーターと思われる）
他、第1期3年B組金八先生出演の荒井恵美子も478期生で出演していた。

### 478期生と浩と真理子の家族
松本 清治
演 - 長門裕之
千秋の継父。弓子の再婚相手。千秋の実父（弓子の亡夫）に対抗心・嫉妬心を抱き、懐かない千秋に対して嫌がらせをする。外車ディーラーのセールスマンだが、ギャンブルに手出しをし続けたために借金が膨らみ、(第9話時点で利子を含め2600万円)取り立てに怯えている。「千秋を訓練センターから追い出す」という利害関係が一致する真理子と知り合ってからは借金の肩代わりを申し受け、共謀し千秋へのさらなる嫌がらせを展開する。千秋への態度を浩に叱責されたこともあり、その浩の肩代わりにより改心をし、弓子と共に夜逃げした。
松本 弓子
演 - 吉行和子（第1話、第2話、第4話、第8話、第9話）
千秋の実母。千秋の実父と死別後、清治を家に迎え入れる形で再婚。自宅は、大田区大森東5丁目にある。母親としての愛情は持ち合わせてはいるものの、父として尊敬しない千秋に憎しみを持つ借金まみれの清治にはなぜか逆らえず、気兼ねし、「お父さんの言うことを聞いて。」など千秋への暴言・暴力を黙認。のちに前夫の遺産でもある一軒家を誠治が借金の担保として差し出していた事が判明し、借金の取り立て人が夜に押し掛けた直後にガス自殺を図るが、千秋に救出される。浩の尽力により清治とともに夜逃げをした。ストーリーに邪魔になったのか、以降は両名とも一切登場していない。
松本千秋の実父（故人/生前パイロット）
演 - 佐々木敏
第1話で生前の写真として出演。また、訓練センター医務室の医師役も担当し、千秋が水泳の訓練中に倒れた時やシミュレーター体験で気分が悪くなった時などに診察するシーンにも登場。
木下 徳造
演 - 前田吟（第2話、第7話）
さやかの父。浅草でそば屋「そば徳」を経営。真面目によく働いてくれる庄介のことを買っている。ある時庄介が、さやかにボーイフレンドができたと聞いてショックで店をやめると言い出したのを引き止めるため、さやかに庄介と結婚させようとする。
木下 富子
演 - 朝丘雪路（第2話、第7話）
さやかの母。将来さやかには、庄介を婿にして2人で店を継いでもらいたいと考えている。ある日徳造と共にくれない寮に訪れて、さやかに将来庄介と結婚するよう迫る。
石田 正継
演 - 内藤武敏（第7話）
信子の父。中学校校長。自宅がある北海道小樽から信子に会いにやって来る。以前は大人しかった信子が知らぬ間に中野という男と交際し、結婚まで考えていることを知り娘を叱る。その後作中で死去。その際、中野の本質を信子は知ることになる。
中島
演 - 井川比佐志（第9話）
友子の父。日本航空の第一運航整備課長。柿野訓練課長と同期。自身が整備した飛行機に将来友子がスチュワーデスとなって乗ってくれることが夢。478期が整備工場見学に来る時に付きそうが、スチュワーデスとして友子の勉強不足なことを知って恥をかき、柿野にその不甲斐なさの怒りをぶつける。
新藤 久之
演 - 鈴木瑞穂（第10話など）
真理子の父。新藤商事の社長。田園調布にある自宅で真理子と暮らす。一人娘の真理子をかわいがり、浩を真理子と結婚させてパリ支店長とし、自分の後継者にさせるべく自身が雇う章一を脅し、浩と千秋の仲を壊そうとする。ある時真理子が病院に運ばれたため駆けつけ、その後やって来た浩に娘が君の気持ちを振り向かせるため寒い日に自宅プールに飛び込んだのだと伝える。
村沢 章一
演 - 河原崎長一郎（総集編）
浩の父。真理子の父・久之が経営する会社の総務部で働いている。52歳だが万年課長で社宅暮らしで安月給なため、冬子から「野心を持たない平凡なサラリーマン」と評され肩身の狭い思いをしている。久之は浩を真理子と結婚させてパリ支店長とし、自分の後継者にさせたいと狙っており、社長から脅迫を受けるなど板挟みの立場になる。
村沢 冬子
演 - 南田洋子（第10話）
浩の母。安月給の章一に不満を持っており、浩が夫みたいにならないようにとの願いから過去に教育熱心に息子を育てた。浩に接近する千秋を快く思っておらず、夫から勤務先の社長・久之が「浩を真理子と結婚させてパリ支店長とし、自分の後継者にさせようと狙っている」と伝えられたことを彼女に対して伝えたうえ、息子との恋愛を諦めさせるため学歴・身体に関する侮蔑的な言葉を投げ付け、千秋の同期生たちの怒りを買う。

### その他主な人たち
江原 三郎
演 - 光石研（第13話、第15話、第17話）
千秋の幼馴染みで高校の先輩。実家は鮮魚店を営み、両親と3人で店を切り盛りしている。千秋に恋愛感情を抱き浩にライバル心を持つが、友人としか思われていない。スチュワーデスを諦めさせようとする誠治のそそのかしで気持ちをエスカレートさせ、レイプまがいの行為に及んだことがある。さらに真理子の差し金でくれない寮に押しかけて千秋に強引なプロポーズをするが、手土産に持参した鯛を同期生たちに没収されそのまま追い返される。実家は千秋が訓練に挫折しかけた時の避難場所にもなっており、家業の手伝いをさせながら面倒を見て、両親から彼女との結婚を期待されたこともある。
中野 孝
演 - 金田賢一（第2話、第3話、第18話）
信子の婚約者で大学時代の同級生。大学を卒業するも就職せずに登山家をしており、信子から時々いくらかの金をもらって生活している。信子の長い髪を気に入り､訓練生の決まりで髪を切るかどうかで村沢とも揉めたことがある。
その後、信子の父が死去した際に登山の予定を優先して葬儀に参列しようとせず、また信子が残された母のために訓練生を辞めることを申し出ると別れ話を切り出す。この件で最低だと同期生らから非難されるとともに、登山の渡航費用を浮かそうと信子の社員割引目当てで婚約していたことまで発覚し、破局する。
小堀 庄介
演 - 田山涼成（第2話、第5話、第7話、第11話、第19話）
「そば徳」のアルバイト店員。さやかに思いを寄せ、徳三からも婿入りを望まれるが、さやかからは相手にされていない。真面目な性格で給料をコツコツと数十万円まで貯めている。千秋の渡仏時にはさやかから旅費の工面への協力や空港への送り役を頼まれる。さやかから週1回英語を教わり始めるが、松永のせいで中止になったことも。
松永 一郎
演 - 井上純一（第7話、第11話、第19話）
さやかのボーイフレンド。外国語大学の学生。478期生と大学仲間とのダンスパーティーでたまたまさやかと一緒に踊ったことで親しくなる。将来の夢は、一流商社マンになって海外を飛び回ること。千秋への英語のレッスンに託けて、くれない寮の談話室でさやかと飲み騒いでいるところを、兼子と克美からの密告で庄介に押しかけられて喧嘩になり、その騒動がきっかけで遊び相手としてはいいが結婚相手に相応しくないなど言い放ち、さやかと破局する。
南 洋子
演 - 中島唱子（第6話、第11話）
パリ行きの便で偶然千秋の隣の乗客となり年齢は千秋と同じ19歳。体重は85kg。パリに留学した恋人の本田が疎遠になったことで調べると、フランス人女子大生といい仲になっているのを知り、取り戻すために搭乗したのにきっと勝負にならないと自信を失い、機内で死ぬといいハッチを開けようとするが慣熟飛行のため同便でフライトしていた浩に一喝され泣き崩れる。凱旋門近くのカフェテラスで千秋をみつけ、機内で千秋に言われた恋は戦いという言葉を胸に体当たりし、本田を取り戻したことを報告。しかし浩を真理子にとられて落ち込む千秋を逆に恋は戦いと励まし、浩たちの元へと向かう決心をさせた。
その後、山中湖のホテルでの結婚披露宴に千秋を招待したが、宿泊する別荘の階段から千秋も巻き込み本田と転落して左ひざ付近から出血する大怪我を負いパニックになる。無事だった千秋が訓練で習った救急看護法で応急処置を行い、車が運転できないため雪道を巨漢の洋子を背負って麓の村の病院まで運んだことで助けられた。
本田 まさお
演 - 原亮介（第6話、第11話）
南洋子の恋人で高校の同級生。パリ留学中にフランス人女子大生と親しくなり、洋子に連絡を取らなくなる。結果的にパリの留学先に追ってきた洋子と元の鞘に収まり、その後結婚。千秋とその同期生を招待した挙式の後、宿泊先の別荘で洋子とともに階段から落下。右足骨折の重傷を負ったが、洋子共々千秋に助けられる。
西本 ひろ子
演 - 西本ひろ子

## スタッフ
- プロデューサー：野添和子、野村清
- 監督：國原俊明、瀬川昌治、合月勇、江崎実生
- 脚本：安本莞二、加瀬高之、増村保造
- 音楽：菊池俊輔
- 美術：杉川広明、仲美喜雄
- 撮影：浅井宏彦
- 照明：内田浩三
- 編集：小松直人
- 音響効果：佐々木英世（東洋音響効果グループ）
- MA：辻井一郎（アオイスタジオ）
- タイトル：デン・フィルムエフェクト
- 現像：東洋現像所
- 協力：デサント、BMWジャパン
- 製作：大映テレビ、TBS

## 主題歌・挿入歌
主題歌「ホワット ア フィーリング ～フラッシュダンス」
歌：麻倉未稀（クリスタルバード/キングレコード）
アメリカ映画『フラッシュダンス』の主題歌「Flashdance... What a Feeling」の日本語バージョン。原曲は映画共々世界中で大ヒットした名作であるが、日本でのこのカバーは「『スチュワーデス物語』の曲」と呼ばれることもある。
挿入歌「100℃でHEARTBEAT -AMERICAN HEARTBEAT-」
歌：風間杜夫（日本コロムビア）
風間杜夫の代表作。劇中では、訓練生一同がこの曲に合わせて踊るシーンがしばしばある。原曲はサバイバーの「AMERICAN HEARTBEAT」。
ひろしの歌（教官の歌）
478期生が村沢浩教官のことを歌った日本版「洒落男」の替え歌。肯定ヴァージョンと否定ヴァージョンがある。普段浩をテーマに歌っているが、第4話では火山さと子教官に向けた替え歌だったため、単純に教官に対するものかと思われた。しかし、第8話では千秋がチーズの特色を覚える時もこの曲で当て書きしていたため訓練生のみならず教官までもが重宝して使用。第2話～第22話【終】まで頻繁に歌っていた。
訓練生の歌
第14話（他15・19・21・22話）に急に登場した478期生全員が拳を振り肩を組みながら歌う、気持ちの鼓舞や結束を確かめるための巨人の星「ゆけゆけ飛雄馬」の替え歌。　
その他、第1・2・3・6・9・11話でのショパンの「木枯らし（エチュード） 練習曲作品25第11番」や、第14・15話の特訓シーンに見られた一部日本語にも聞こえる謎の曲、第9話のアラベスク「ダンス・ダンス・ダンス」（DANCE DANCE DANCE／ARABESQUE）、第17話のマドンナ「バーニングアップ」（Burning Up／MADONNA）、第19話にケニー・ロギンス「フットルース～メインテーマ（FOOTLOOSE／KENNY LOGGINS）」などの洋楽の使用、第11・12話に麻倉未稀がカバーした「ファー・フロム・オーバー（FAR FROM OVER～STAYNG ALIVEより／Frank Stallone）」、第13話ではヒル姉妹のハッピー・バースデイ・トゥ・ユー、落合克美らが山口百恵のひと夏の経験を口ずさむ、第22話【終】では478期生が「蛍の光」を合唱…などもあった。

## 作中の主な訓練・授業
日本航空の客室乗務員の訓練では、英語教育など教室での訓練と、実際の飛行機と同じ作りをした2種類のモックアップ（サービス訓練用と非常救難訓練用）を使用した実技訓練が行われており、本作でも取り入れられている。
ちなみに当時の日本航空では、下記の訓練以外に時々体育の授業も行っている。
第1話
基本的な接客
お客様へのお辞儀や案内する時の手の動きなどの仕方。
第2話
ルート・インフォメーション
国内の空港から出発する国際線の便名と航路、及びそれらが着陸や経由する空港がある世界各国と日本の時差を学び、客から聞かれた時に即座に答えられるようにする。
第3話
ビューティー・レッスン（メイク訓練）
客室乗務員に相応しい、「派手になりすぎず品があり健康的に見えるようなメイク」の仕方を学ぶ。
特に機内では照明の関係で常に地上より暗い為、その中で美しく見せるかがポイント。
第4話
着物の着付けレッスン
国際線の搭乗中に客室乗務員が訪問着を着て接客する“和服サービス”が時々あるため、約15分間で1人で着付けができるようにする。
イン・フライト・セールス（機内販売）
特に国際線の外国人客相手の免税品販売の訓練に重きを置き、酒、タバコ、香水、真珠などの商品を様々な外貨でのやり取りを素早くできるよう学ぶ。
第5話
エマージェンシー（救難訓練）
搭乗中の旅客機に故障などの緊急事態が起こった場合を想定して、パニック状態の大勢の客を迅速に機内から脱出させる必要があり、毅然とした態度で大きな声で的確に指示を出すことなどを学ぶ。
ここでは客室乗務員の「保安要員」としての知識や行動が徹底的に叩き込まれ、実際の訓練でも「サービス要員」としての客室乗務員に憧れて入社してきたほとんどの訓練生は、最初の数日間、カルチャーショックを受けて立ち遅れてしまうという。
第7話
機内アナウンス
機内アナウンスは、空の旅を楽しむお客様の気分を大きく左右する大事な職務の一つとされる。
棒読みにならず心を込めて内容に応じた話し方が求められるとのこと。
第8話
食事サービス
作中では、世界各国のチーズの知識の暗記とシャンパンの上品な注ぎ方を取り上げている。作中では「パンが主食の外国人にとって組み合わせて食べることが多いチーズは重要な食べ物で、様々なチーズの発祥地と年代や主な食べ方などの知識を知っている必要がある」と説明されている。
第9話
エアクラフト（航空機の知識）
日本航空のフライトで使用する航空機の機種名・構造・大きさ・機内の設備の使い方・搭乗中に使用する備品の場所について整備工場を見学して知識を深める。
第10話
海上避難訓練
航空機が海に不時着した場合を想定し、着衣の上から救命胴衣を付けた状態で泳ぐ練習や、乗客を迅速に海上の救命ボートに避難させる方法を学ぶ。
実際の訓練では悪天候を想定してホースで雨を降らせる事も。
第11話
英会話
日本人の教官による授業
ファーストエイド（救急看護法）
万が一乗客が骨折や火傷した場合などを想定して、機内にある物を使って応急処置をするやり方を学ぶ。
第12話
接客態度の訓練
客役の浩が乗務員役の訓練生1人ずつに様々なことを話しかけ、彼女たちが臨機応変な対応の仕方や会話術を学ぶ。
少々嫌なことを言われても感情的にならず、穏便な言い方や笑顔・ユーモアなどが必要とされる。
第13話
ルート・インフォメーションその2
約140コースある航路の有名な山・湖などの観光名所上空を搭乗中の客に質問されることを想定し、飛行中の窓から見える景色(写真)を見ただけで名称やどういう場所かを話せるように学ぶ。
第14話
英会話その2
外国人教官による授業
消火訓練
飛行機の中で火災が起きた場合を想定して、防火の心構えや消化手順を学ぶ。
また、機内の常備している消火器は火災のタイプによって3種類あり、それらの特色の違いを理解して状況に応じた消火活動を学ぶ。
第15話
模擬飛行
制服着用で搭乗前のブリーフィング(打ち合わせ)の後、モックアップを使って離陸前の作業の総仕上げとして、実際の乗務員と同じ時間配分で作業できるかを試験される。この訓練では、浩とさと子は教官ではなくそれぞれパーサー、アシスタントパーサーとして訓練生に接する。
まず最初の搭乗開始前30分間で乗務員役が分担して「プリフライトチェック」と呼ばれる機内点検を実施し、様々な備品などの確認、設備の不具合・危険物の有無を調べる。この点検作業は実際の乗務員でも最も忙しい時間帯とされている。
点検終了後、改札・搭乗が始まり乗客役の訓練生を出迎え、乗降用ドアを閉じセレクターレバーのモードを切り替え、機内安全に関する口頭説明・実演、離陸までの一連の作業を手際よくこなす。
第16話
救急看護法その2
飛行中の機内で客が急病になった場合の対応の仕方(心肺蘇生法など)を学ぶ。乗務員は、急病者の呼吸の状態、脈拍、発熱の有無などを簡易的に調べた上でパーサーなどに状況を報告する。
第17話
帳票処理
イン・フライト・セールスで免税品の販売後に記入する帳票の書き方を学ぶ。帳票は3種類あり、商品の販売数のチェック、受け取った外貨ごとの合計と利益、それらの米ドル換算を着陸までの約30分間で他の作業の合間を縫って記入する。
第18話
身だしなみ、身のこなしの総チェック。
これまで訓練生が教わってきた乗務員としての身だしなみ(制服や和服の着付け)、身のこなし(歩き方、客への接し方、言葉遣い)についてさと子とハナが総チェックする。
第19話
英語その3
英語総仕上げとなる総合訓練
リカーサービス（酒類の提供サービス）
機内で提供する酒(食前、食事中、食後によって出す酒が3種類に分かれている)について学ぶ。
作中では、カクテルは乗務員が作ることになっているとのことで、いくつかのカクテルの作り方を実践する。
第20話
航空機の体感訓練
パイロット訓練用のフルフライトシミュレータを用いて、訓練生が本物の航空機とそっくりな離陸や乱気流時の傾きや振動を疑似体感する。
総合緊急脱出訓練
これまで学んだエマージェンシー訓練の総仕上げとして行われる。
訓練生は乗務員役と乗客役に分かれ、緊急時を想定して90秒間で乗客全員の脱出を試みる。
さらに照明や効果音などを用いて訓練生の緊張を煽り、翼の破損・火災発生など状況設定も随時変わる為、その状況に如何に対応出来るかが問われる。
総合最終試験
地上訓練の総まとめ。作中では、この試験に不合格となった場合、数日後に再試験のチャンスが一度だけ与えられるが、それにも受からない時は訓練センターを辞めさせられ、乗務員になる道が断たれてしまうとされる。
第21話、第22話
機上訓練（OJT）
総合最終試験に合格した者だけが進むことができる、実際に運行されている国際線（現在は新人は国内線のみ担当で、1年半程度で国際/国内線担当へと移動する）に搭乗し、先輩乗務員たちに混じって行う訓練生としての最後の訓練。

## サブタイトル
| 話数   | 放送日          | サブタイトル         | 脚本               | 監督               | 視聴率 |
| ------ | --------------- | -------------------- | ------------------ | ------------------ | ------ |
| 1      | 1983年 10月18日 | 先生好きですッ！     | 安本莞二           | 國原俊明、増村保造 | 17.2%  |
| 2      | 10月25日        | 憎らしい先生         | 安本莞二           | 國原俊明           | 17.2%  |
| 3      | 11月1日         | とんでもない噂       | 加瀬高之           | 瀬川昌治           | 18.3%  |
| 4      | 11月8日         | ショックなラブシーン | 安本莞二           | 瀬川昌治           | 24.0%  |
| 5      | 11月15日        | 先生と二人だけの旅   | 安本莞二           | 國原俊明           | 24.1%  |
| 6      | 11月22日        | 先生が離れて行く     | 増村保造           | 國原俊明           | 15.6%  |
| 7      | 11月29日        | 卒業までの恋         | 増村保造、安本莞二 | 合月勇             | 17.2%  |
| 8      | 12月6日         | 初めてのキッス       | 増村保造           | 江崎実生           | 18.0%  |
| 9      | 12月13日        | ダンス！ダンス !     | 安本莞二           | 國原俊明           | 17.6%  |
| 10     | 12月20日        | 娘は度胸よ！         | 増村保造           | 國原俊明           | 20.1%  |
| 11     | 12月27日        | ラブレターで事件     | 増村保造、安本莞二 | 合月勇             | 14.8%  |
| 総集編 | 1984年 1月10日  | （スペシャル）       | 安本莞二           | 國原俊明           | 16.5%  |
| 12     | 1月17日         | 恥知らずなウソ！     | 増村保造           | 江崎実生           | 22.7%  |
| 13     | 1月24日         | 意外なプレゼント     | 安本莞二           | 瀬川昌治           | 20.9%  |
| 14     | 1月31日         | やっぱり失恋         | 増村保造           | 江崎実生           | 19.5%  |
| 15     | 2月7日          | 娘たちは怒ったぞ     | 安本莞二           | 瀬川昌治           | 17.1%  |
| 16     | 2月14日         | 意地悪なささやき     | 増村保造           | 國原俊明           | 19.7%  |
| 17     | 2月21日         | こわい手紙           | 増村保造           | 國原俊明           | 23.3%  |
| 18     | 2月28日         | やるっきゃない恋     | 安本莞二           | 瀬川昌治           | 21.1%  |
| 19     | 3月6日          | カメの大失敗         | 増村保造           | 國原俊明           | 22.6%  |
| 20     | 3月13日         | ないしょ話           | 増村保造、安本莞二 | 瀬川昌治           | 21.1%  |
| 21     | 3月20日         | 恋のゆくえ !         | 増村保造、安本莞二 | 國原俊明           | 22.7%  |
| 22     | 3月27日         | さよなら !           | 増村保造、安本莞二 | 國原俊明           | 26.8%  |

## 放送局
- 東京放送（TBS）をはじめとするTBS系列
  - 福島県では、JNN系列であるテレビユー福島（TUF）が1983年12月に開局。そのため、サービス放送期間中である11月29日放送の第7話より開始。第6話までは1984年8月からの再放送時に初放送された[16]。
- テレビ山口（tys、当時はTBS系列とフジテレビ系列（FNSのみ加盟）のクロスネット局、遅れネット）
- 秋田放送（ABS、日本テレビ系列、遅れネット）
- 山形放送（YBC、当時は日本テレビ系列とテレビ朝日系列のクロスネット局、遅れネット）
- 南海放送（RNB、日本テレビ系列、遅れネット）
- TBSチャンネル（CS）

## ロケ地

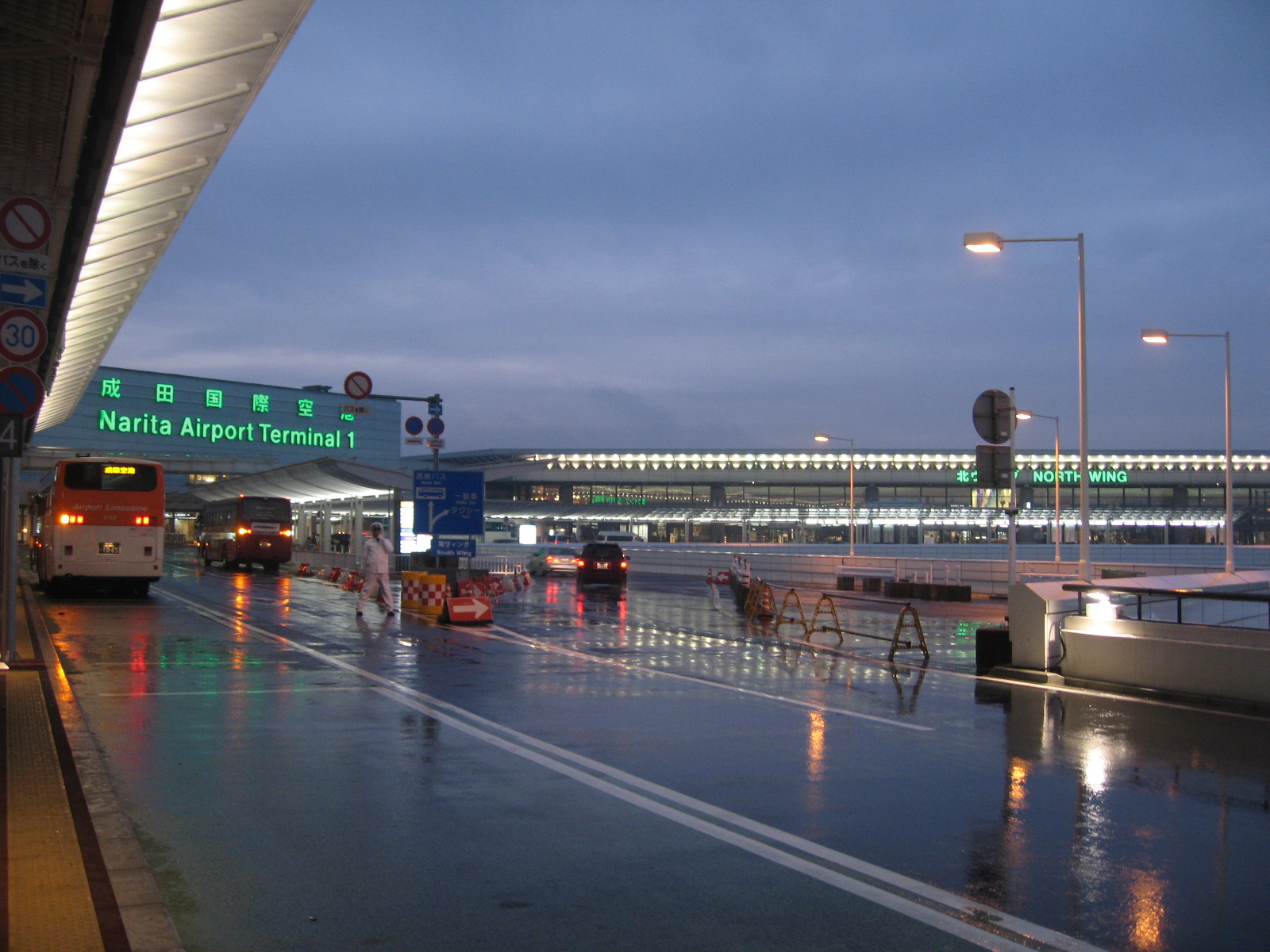
成田国際空港第1ターミナル

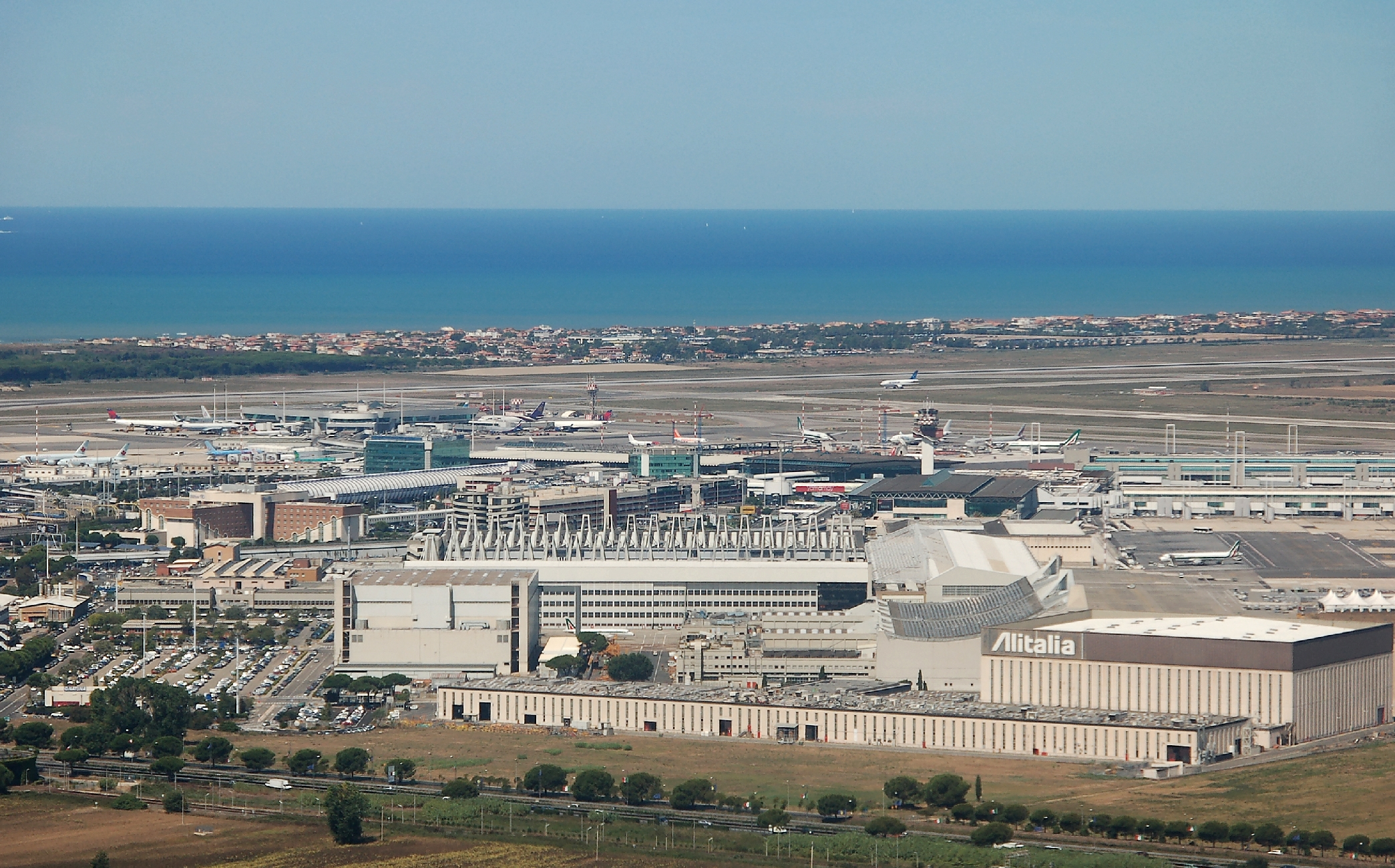
フィウミチーノ空港

日本航空の全面的な協力の元に制作されたため、羽田空港内にある客室乗務員訓練センター（のちに空港内の整備場駅近辺に移転）や新東京国際空港（現在の成田国際空港）の「JALオペレイションセンター」（後の成田空港会社・旧本社ビル）、新東京国際空港ターミナルの北ウイングなどが使用された。また、千秋たちが着るスチュワーデスの制服も実際の物が使われている。
基本的には、羽田空港の訓練センター周辺でのロケが多く、羽田東急ホテル（2004年9月閉館）や穴守稲荷神社、京急空港線旧羽田空港駅（現在の天空橋駅）、京浜島などが登場する。なおドラマ内で重要な役割を担った「くれない寮」は実際には存在せず、当時存在した日本航空の西嶺寮を使用した。また、海難訓練で千秋が海に飛び込むシーンは、冬の沼津の海で撮影された。
当時の日本航空の寄港地であったフランス（パリ＝シャルル・ド・ゴール空港、パリ、エクス＝アン＝プロヴァンス、マルセイユなど）、イタリア（フィウミチーノ空港、ローマ、スポレート、アッシジ）での、海外ロケも盛り込まれている。
また、BMWジャパンとのタイアップにより、BMWの3シリーズや5シリーズなどの各車が、海外ロケを含め主要な場面に数回登場した。

### 登場する路線
- ヨーロッパ線

### 登場する機体
- ボーイング747
- ダグラス DC-8-61/62
- マクドネル・ダグラス DC-10

## エピソード

### 演出など
- 演出を担当した瀬川昌治は、制作当時、業界で「大映ドラマ作りの秘訣」として「突然、大きな音を立てる。台詞はなるたけ怒鳴りあう。然も、同じことを何度も言う。」という笑い話があったが、本作もその「秘訣」に沿った作りになっていた、と記している。そのため、台本の台詞には全て「！」が付いているという独特のテンションの高さになっており、当初、風間杜夫はかなり戸惑い、成田の日航センターでのロケ時に「監督、恥ずかしいです」と瀬川に弱音を吐いたという。すると、傍にいた石立鉄男が「お前プロだろう。恥かしくないように見せるのが役者の芸だ。腕っぷしでねじ伏せろ！」と風間に活を入れた。その一言で「目から鱗が落ちた」と後に風間から聞かされた瀬川は、自分も風間と同じく石立の言葉に気付かされたと述懐している[17]。
- 白石まるみによると、478期生役の多くが経験の浅い若手女優で大映ドラマ特有の演技・演出方法に悩んでいた[2]。ある日、その様子を見た風間から「君たちはこの芝居をやるために集まったんだから、やるしかないんだ！」と発破をかけられたことで白石たちは吹っ切れ、芝居に挑むことができたという[2]。
- 当時堀ちえみは、周りから「大企業(日本航空)のバックアップのもとにやるからコケるわけにはいかない」と言われ、主役としてプレッシャーを感じながら撮影に臨んだ[1]。松本千秋役は19歳の設定だが同役を演じた堀の実年齢は16歳で、少しでも大人っぽく見せるためなるべく低い声でセリフを言うよう心がけた[2]。また、現場スタッフからは千秋のスチュワーデスになるため必死な感じを表現するため、堀がセリフを言う時はいつも「喘いで喘いで！」と指示を受けていた[2]。
- 本作の台本に目を通した堀ちえみは物語の設定や役付け、台詞回しに違和感を覚えていたが口を挟む間もなく、周囲はさも当たり前であるかのように次々と収録が進み、とてもではないが新人の者が異を唱えるような雰囲気ではなかったと回想している。
- 作中で高樹がロングヘアを切ってショートヘアにするシーンでは、髪用の美容ばさみではなくインパクトを重視して裁ちばさみが使われた[2]。

### 撮影時のエピソード
- 放送当時流行語となった「ドジでのろまな亀」の台詞は、元々の台本には書かれていなかった。撮影開始直後、堀は演技や訓練時の動作などが上手くできない状態が続いた。その様子を見たスタッフが、堀に「本当におまえはドジでのろまだな」とよく言っていったのが、本作の千秋を表す台詞として取り入れられることとなった[1]。
- 堀ちえみは本作の第1話のオンエアを視聴したが、自分の下手な演技を見るのに耐えられず、第2話以降本放送を見るのを辞めた。その後本作がDVD化された頃(堀の子育て中)に、ようやく本作を全編通して見ることができた[1]。
- 本作は秋から翌年の春までの約半年間に渡って放送されたが、撮影期間は約8ヶ月間だった[1]。本物の日本航空の訓練所などを借りての撮影だったため、撮影スケジュールが立て込んで大変だった[1]。本作では夏のシーンも冬に撮影しており、ある日のロケでは、478期生全員が極寒の中夏服の衣装で6時間も外で待たされたという[2]。ちなみに撮影期間中の長い待ち時間には、478期生の間で編み物をするのが流行ったとのこと[注 23]。
- 本作はフィルム撮影なためロケ時間も待ち時間も長く、撮影後はアフレコの収録もあった[2]。また、478期生演じる堀たちは、作中の様々な訓練シーンで事前に何度も練習を重ね、本番はフィルムによる一発撮りのためリハも念入りに行った[注 24]。このように撮影現場は過酷だったが、478期生役の女優たちは自然と結束が固くなった[2]。
- 撮影が佳境になった頃に堀、春、高樹、松岡ふたみが相次いで盲腸にかかった[2]。さらに山咲は急性胃炎で倒れ、風間は尿路結石になり、他の478期生も体調不良が続出した[注 25]。
- 撮影時のある日カメラの画面に煙が映り込み、増村監督が怒って現場がピリついたことがあった。しかしその煙はチェーンスモーカーの増村自身が吸うタバコの煙と分かり、「あ、俺か。すまん」と謝罪したことがある[2]。
- 本作の本放送時に実際に日本航空の英語教官を務めていた益岡康夫やジョン・マキャバレーなどが実名で登場しており、放送終了後20年以上経っても撮影中の逸話を訓練生によく話していたという[注 26] 。
- 堀は放送終了直後の『徹子の部屋』で、「最後のロケがローマ・フィウミチーノ空港だったが、ロケ終了後、厳しい撮影をみんなで乗り越えた安堵感、撮影が終わってしまう寂しさから人目もはばからず泣き、教官役の風間杜夫もみんなの見ていないところで泣いた」と答えている。

### その他のエピソード
- 松本千秋役は当初小泉今日子が検討されたが、小泉のスケジュールの調整が付かず断念された[18]。
- 片平なぎさが演じる新藤真理子が、義手を隠している両手袋を歯で引っ張って外すシーンが恒例となっていた。片平は、非情な悪役ゆえに、プライベートで街を歩いているときなども番組ファンからたびたび石を投げられたこともあり苦悩したという。2006年（平成18年）公開の日本映画『トリック劇場版2』に、片平が霊能力者の役で出演したが、本作でも披露していた「口で手袋を外す」というシーンを演じている。
- 1983年7月に、堀が成田空港に駐機中のボーイング747-246型機（JA8161）の機内でロケーション中に、当時同じTBSで放送されていた歌謡番組『ザ・ベストテン』の中継が入り、客室乗務員の制服を着用したまま機内のファーストクラス付近で、「青い夏のエピローグ」を歌った。
- 作中で478期生が着るそれぞれの私服は、ラフォーレ原宿で本人たちが選んで買ったものを着用している[注 27]。
- 風間杜夫は、「ドラマ終了後、日本航空に搭乗しようものならスチュワーデスがみんな寄ってくる状態が長く続き、あのドラマに憧れてスチュワーデスになった人に何人か会った」とDVD発売時に答えている。また、堀ちえみは自身のブログで、日本航空に搭乗したとき、放送当時に日本航空のスチュワーデス訓練生だった乗務員に声をかけられた[19]ことや、別の日に他の日本航空の客室乗務員からドラマのヒロインに憧れて日本航空に入ったこと、また今後も堀を応援していくことなどが書かれた手紙をもらったことを明かした[20]。高樹、春、白石も風間や堀と同じく放送後から10数年間は、スチュワーデスから同様に声をかけられた。また高樹が会った中には、「私は478期生は実在したと思っています」とも言われたという[2]。
- 実際に、日本航空の客室乗務員の478期はドラマ外に存在していた。
- 2011年12月31日に放送された『ダウンタウンのガキの使いやあらへんで!! 絶対に笑ってはいけない空港24時』の中のパロディドラマ『キャビンアテンダント物語』（主演は千秋）の最後の場面で堀本人が登場した。
- サントリーフーズ「なっちゃん」CA編（2006年）で、堀が新人客室乗務員（堀北真希）を叱咤激励する先輩客室乗務員役で出演し、つまずいて転倒した堀北に「私も昔はよくやった」と本作のエピソードを連想させる言葉を語りかけるシーンを演じた。
- 2013年9月7日 にBS朝日にて放送された『極上空間』第125回に風間杜夫と堀がゲスト出演した。その出演では2人で本作の思い出話を披露したり、羽田空港内のロケ地にも訪れた。

## 関連商品
放送当時、ドラマの中で訓練生が実際に着用していたものと同一デザインで「Hiroshi's 478」のロゴ入りのTシャツや帽子（赤と黄色）が、日本航空の機内誌『Winds』（現・『SKYWARD』）内の通販コーナーで「スチュワーデス物語公式グッズ」として個数限定で販売された。また、DVDソフトがエイベックス・エンタテインメントから発売されている。

## DVD
- スチュワーデス物語 前編 ASIN B0002IJPCY
- スチュワーデス物語 後編 ASIN B0002IJPD8